# 津軽国定公園
津軽国定公園（つがるこくていこうえん）は、1975年3月31日に指定された青森県西部に位置する国定公園である。

## 概要
面積は25,966ヘクタールあり、海岸部は東津軽郡外ヶ浜町（旧平舘村）から西津軽郡深浦町（旧岩崎村）までの約180キロメートルが含まれ、竜飛崎や権現崎、高野崎といった海岸浸食景観と、十三湖や屏風山地区の砂丘景観に分けられる。山岳部は岩木山、白神岳などが含まれる。湖沼部には日本キャニオンや十二湖が含まれる。
世界遺産に登録されている白神山地一帯は十二湖近辺を除き、県立自然公園に指定されている。

## 主な景勝地
- 竜飛崎
- 袰月海岸
- 森山海岸
- 千畳敷海岸
- 岩木山
- 日本キャニオン
- 白神山地
- 十三湖
- 十二湖
  - 青池
- ベンセ湿原

## 画像

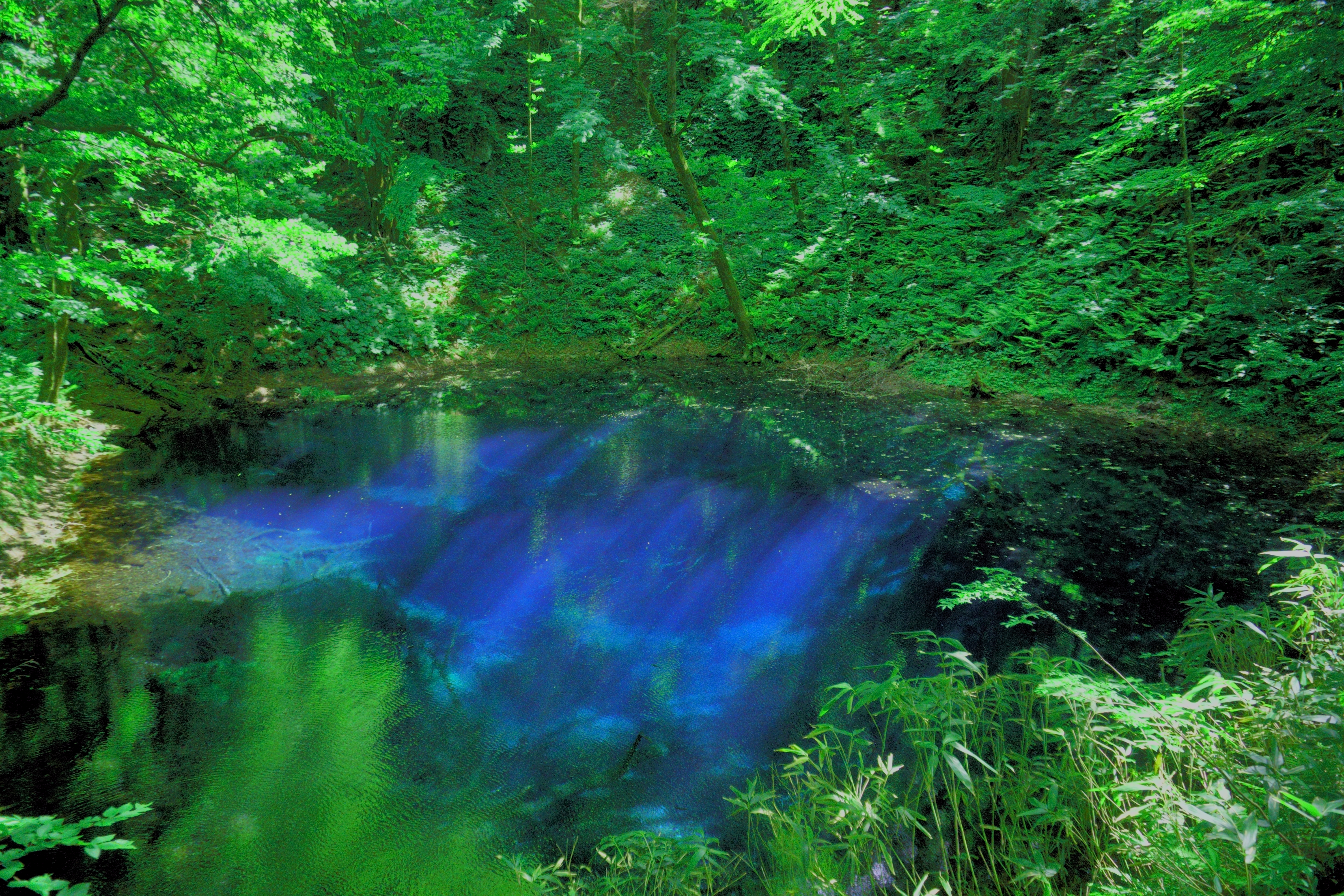
十二湖の1つである青池
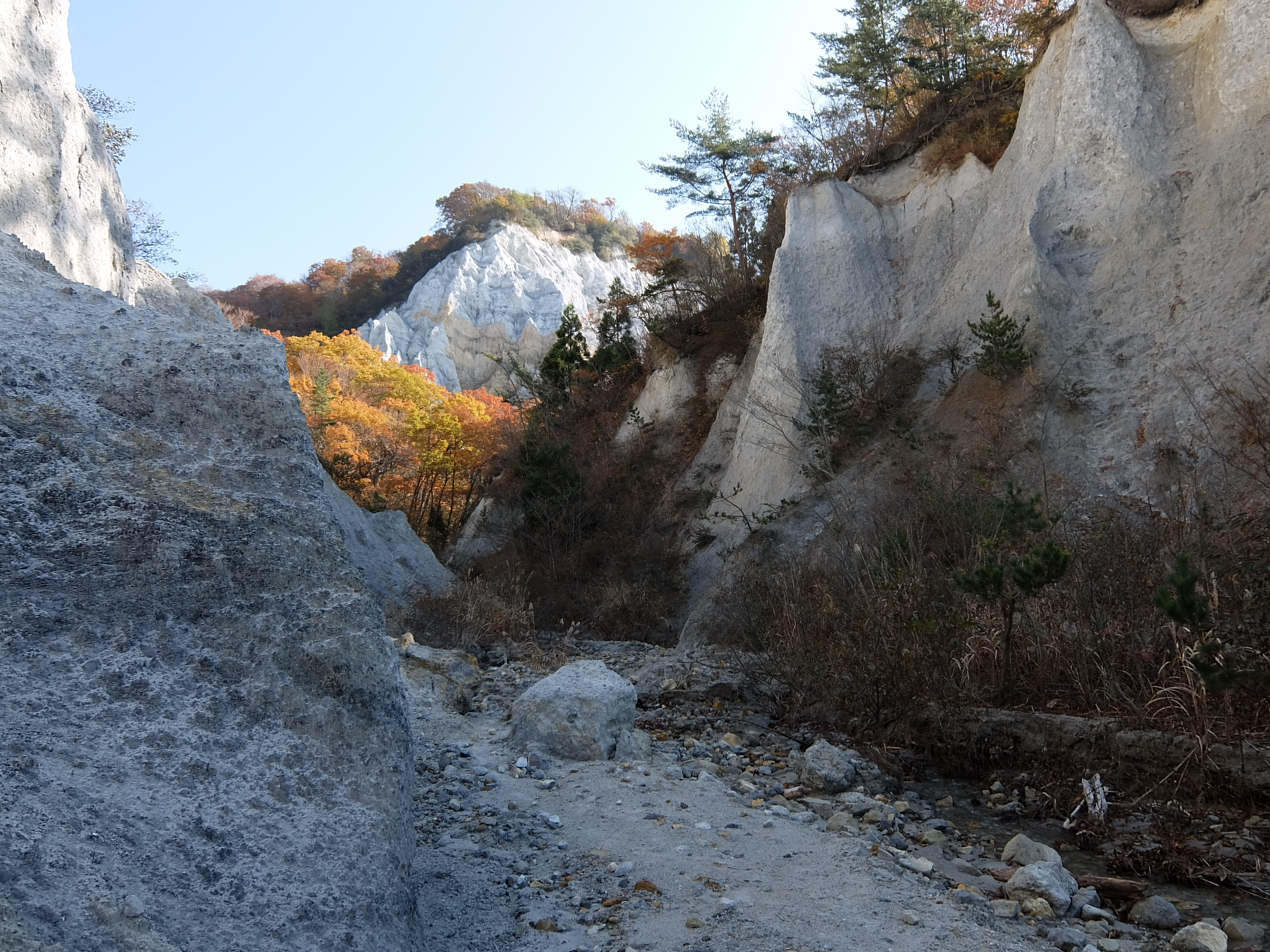
日本キャニオンの谷底
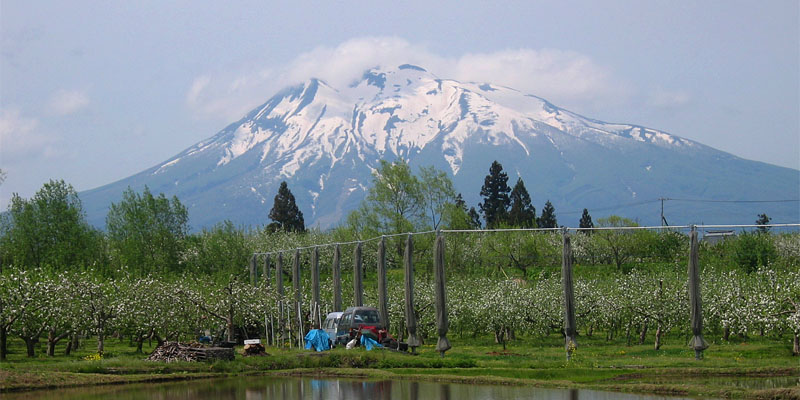
岩木山の遠景
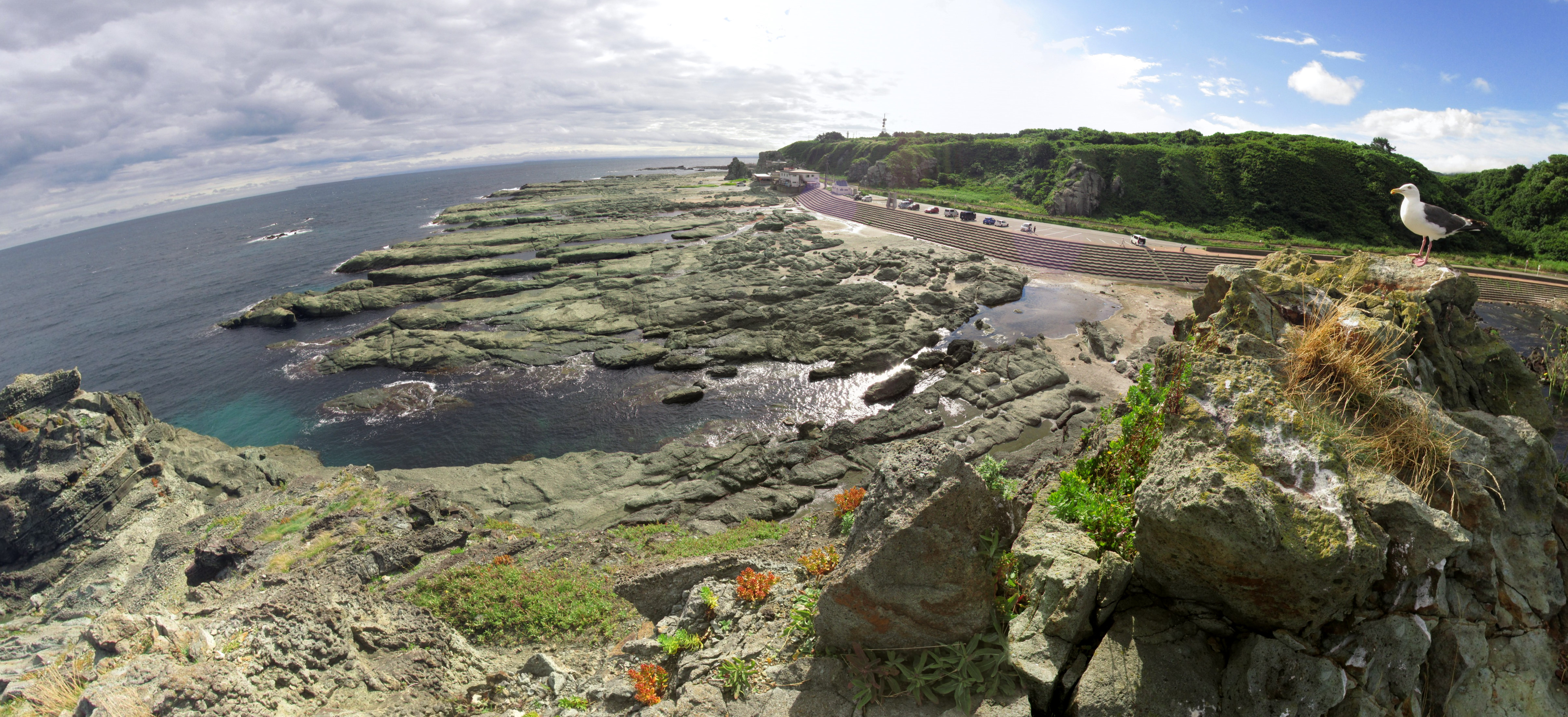
千畳敷海岸